# II Reunião Ordinária do Conselho do Mercado Comum
A II Reunião Ordinária do Conselho do Mercado Comum ocorreu em junho de 1992, na cidade de Las Leñas.

## Participantes
Representando os estados-membros
- Fernando Collor
- Carlos Menem
- Luis Alberto Lacalle
- Andrés Rodríguez

## Decisões
A reunião produziu 10 decisões: